# Los Alamos (Novo México)
Los Alamos é uma Região censo-designada localizada no Estado americano de Novo México, no Condado de Los Alamos. Segundo os censo americano de 2000, a cidade tinha uma população total de 11 909 habitantes. Na região está localizado o Laboratório Nacional de Los Alamos, fundado para levar a cabo o Projecto Manhattan. O Condado de Los Alamos é um condado incorporado, e vários dos seus escritórios estão localizados na cidade de Los Alamos. A escola secundária de Los Alamos é a escola pública do Condado de Los Alamos.

## Geografia
De acordo com o United States Census Bureau tem uma área de 28,1 km², dos quais 28,1 km² cobertos por terra e 0,0 km² cobertos por água.

### Localidades na vizinhança
O diagrama seguinte representa as localidades num raio de 24 km ao redor de Los Alamos.

## Demografia
Segundo o censo americano de 2020, a sua população era de 13 179 habitantes. A densidade populacional da região é de 423,4 hab/km². Há 5 463 residências. A densidade residencial é de 194,2 hab/km². 89,13% da poplação da região são brancos, 0,44% são afro-americanos, 0,56% são nativos americanos, 4,47% são asiáticos, 0,04% são originários de ilhas do Pacífico, 3,01% são de outras raças, e 2,35% são de duas ou mais raças. 12,21% da população são  hispânicos de qualquer raça.
Existem 5 110 residências ocupadas, dos quais 31,4 % têm crianças com menos de 18 anos a viver neles, 56,4 % são compostos por casais casados a viverem juntos, 6,5 % têm um constituinte feminino sem marido presente, e 34,0 % não são famílias. 29,8 % de todos os fogos são constituidos de indivíduos únicos e 7,6 % têm alguém a viver sozinho com idade de 65 ou mais anos. O tamanho médio de cada agrupamento familiar é de 2,31 e o tamanho médio de cada família é de 2,89.
Na cidade, a população encontra-se dispersa com 24,8 % abaixo dos 18 anos de idade, 4,8 % dos 18 aos 24, 29,2 % dos 25 aos 44, 28,2 % dos 45 aos 64, e 12,9 % com idades iguais ou superiores aos 65 anos. A idade média é de 40 anos. Por cada 100 mulheres, há 101,3 homens. Por cada 100 mulheres com idades iguais ou superiores a 18 anos, há 100,1 homens.
O rendimento médio de um agrupamento familiar na RCD é de aproximadamente 71 536 dólares, e o rendimento médio de cada família é de 86 876 dólares. A renda média anual de pessoas do sexo masculino é de 65 638 dólares, e pessoas do sexo feminino, de 39 352 dólares. O rendimento per capita da região é de 34 240 dólares. 3,6 % da população e 2,4 % das famílias vivem abaixo da linha de pobreza. Da população total, 2,6 % de indivíduos com menos de 18 anos e 5,3 % com mais de 65 anos vivem abaixo da linha de pobreza.

## Lista de marcos
A relação a seguir lista as entradas do Registro Nacional de Lugares Históricos em Los Alamos. Os primeiros marcos foram designados em 15 de outubro de 1966 e o mais recente em 3 de agosto de 2015. Aqueles marcados com ‡ também são um Marco Histórico Nacional.
- Bandelier National Monument
- Bayo Road
- Grant Road
- Guaje Site
- Laboratório Científico de Los Alamos‡
- Lujan Road
- United States Post Office-Los Alamos, New Mexico